# Coleophora heinrichella
Coleophora heinrichella é uma espécie de mariposa do gênero Coleophora pertencente à família Coleophoridae.